# La Carrera Panamericana
La Carrera Panamericana je americký dokumentární film z roku 1992.
Jeho režisérem byl Ian McArthur a film zachycuje členy anglické rockové skupiny Pink Floyd, kytaristu Davida Gilmoura a bubeníka Nicka Masona při automobilovém závodě Carrera Panamericana v Mexiku. Gilmoura v jeho voze doprovázel manažer skupiny Pink Floyd Steve O'Rourke a Masona automobilový závodník Valentine Lindsay. Gilmourův vůz měl při závodě nehodu a nedokončil jej (Gilmour vyvázl bez vážnějších zranění, O'Rourke se zlomenou nohou), Mason se v celkovém pořadí umístil na šesté příčce.
Skupina Pink Floyd rovněž nahrála hudbu k tomuto filmu. Nachází se zde jak starší („Signs of Life“, „Yet Another Movie“, „Sorrow“, „One Slip“, všechny z alba A Momentary Lapse of Reason, a „Run Like Hell“ z alba The Wall), tak i nové skladby („Country Theme“, „Small Theme“, „Big Theme“, „Carrera Slow Blues“, „Mexico '78“ a „Pan Am Shuffle“). Pod novými písněmi je autorsky podepsán převážně Gilmour, ve dvou případech („Carrera Slow Blues“ a „Pan Am Shuffle“) pak i Mason a klávesista Richard Wright. Nové skladby byly nahrány v londýnském studiu Olympic Studios v listopadu roku 1991.